# Nestbarer Behälter

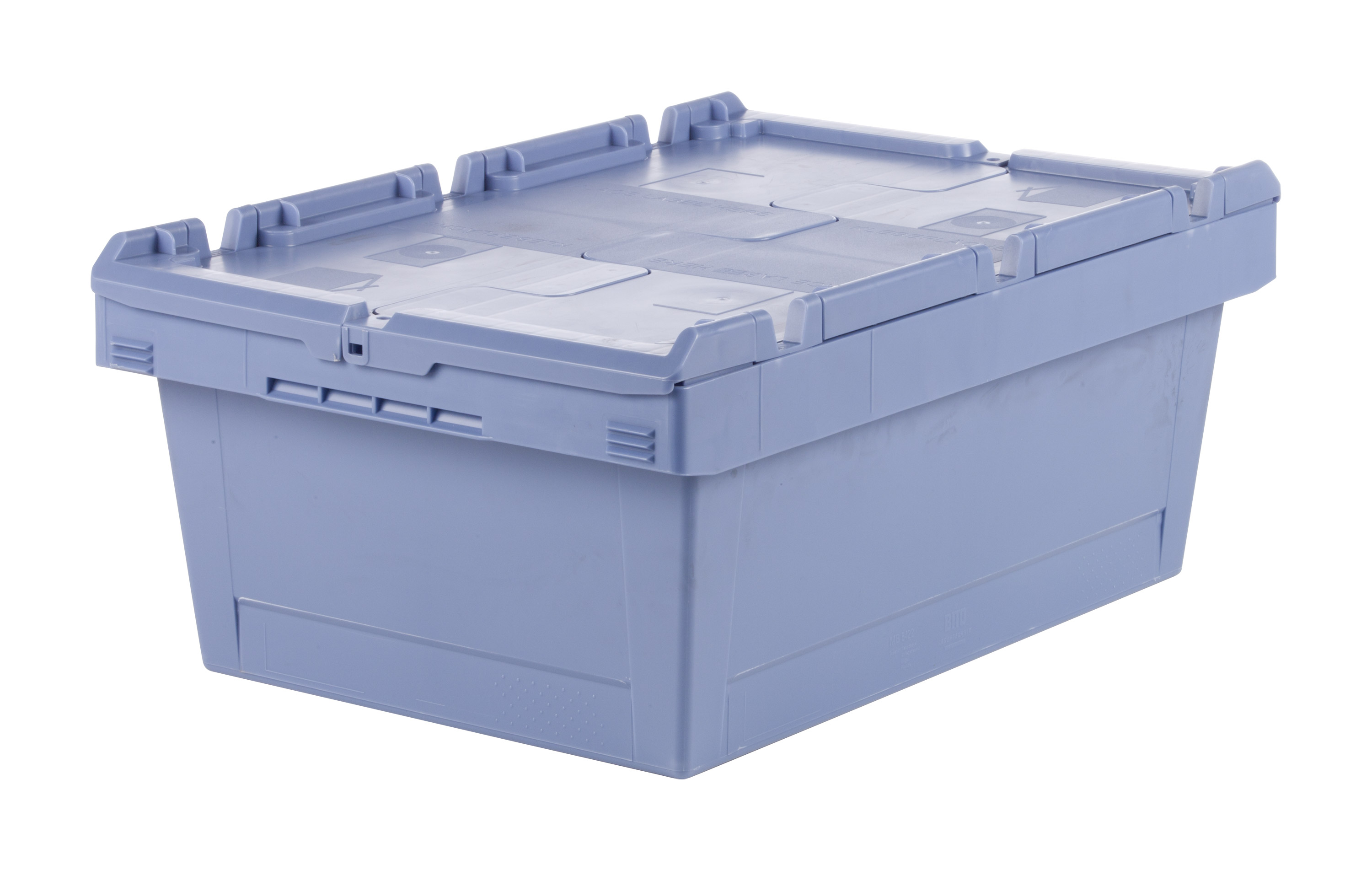
Nestbarer Behälter mit geschlossenem Deckel.

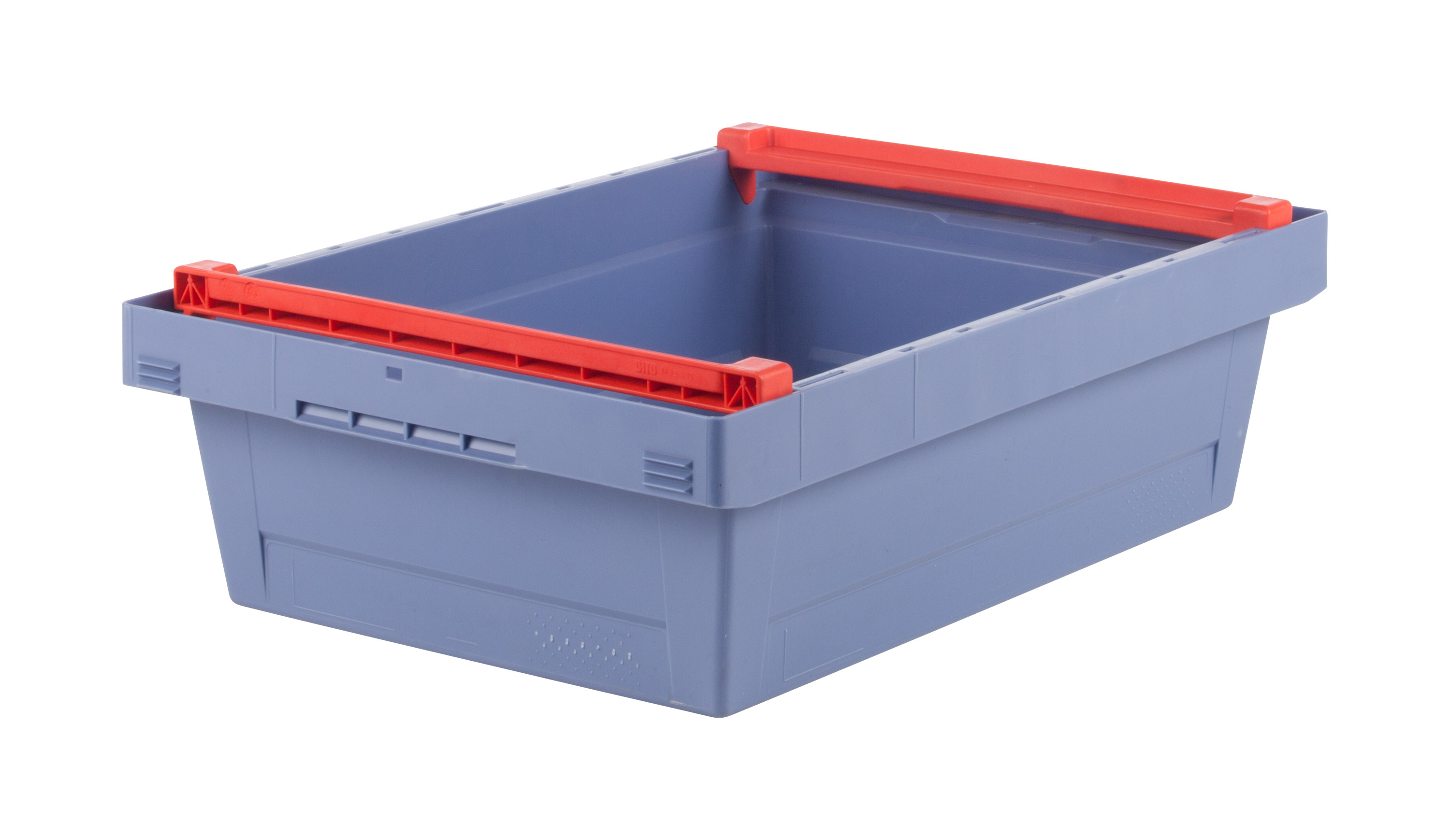
Nestbarer Behälter mit eingesetzten Stapelbügeln.

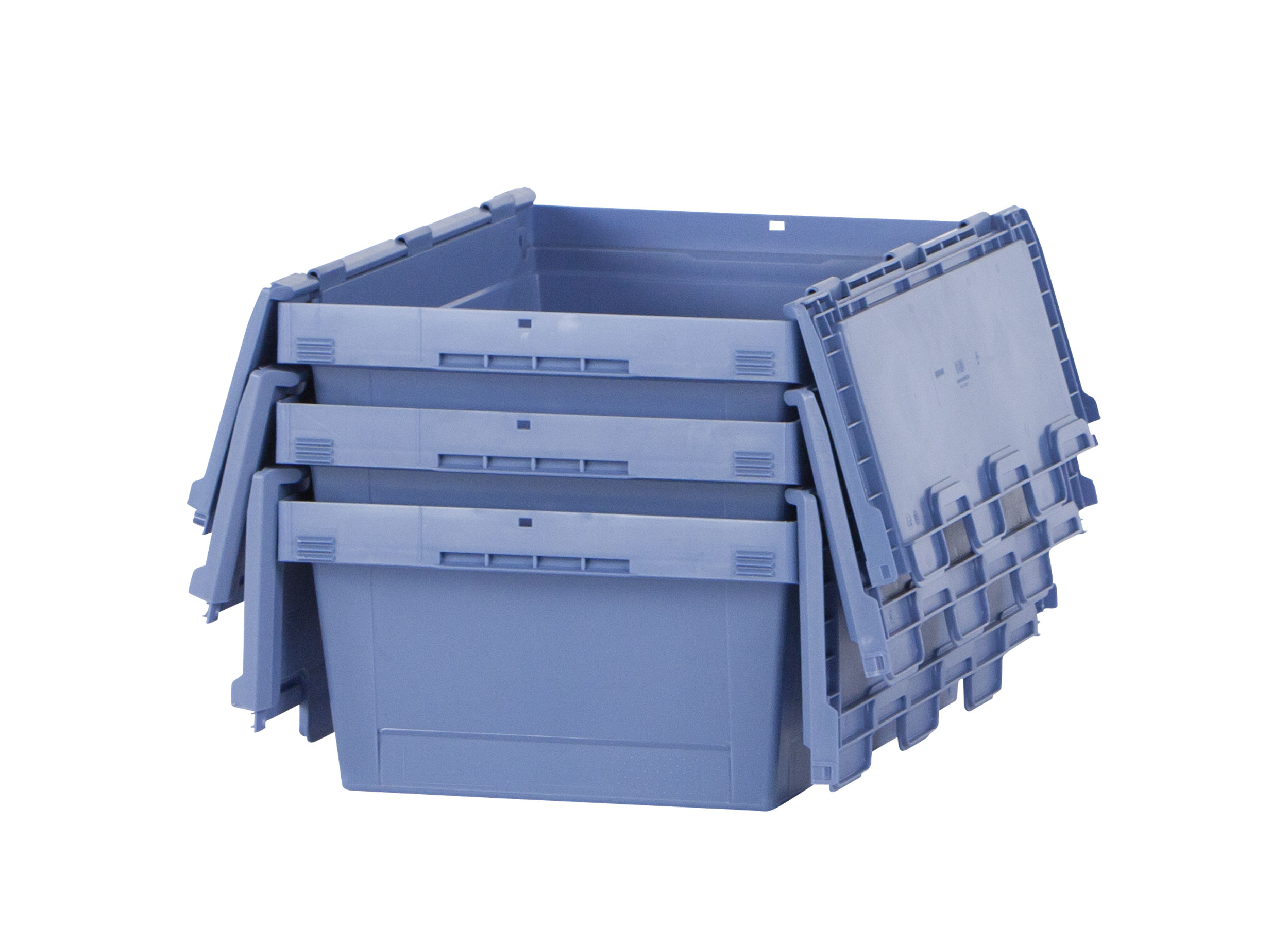
Genestete Boxen.

Nestbare Behälter, (engl. nested container) auch Logistik-Boxen, Distributionsbehälter, Behälter mit Stapelbügeln, konische Mehrwegbehälter oder Briefkisten, sind Transport- oder Lagerbehälter aus Kunststoff. Es ist möglich, die Behälter im Leerzustand ineinander zu stecken („nesten“), um so beim Lagern oder Rücktransport der leeren Boxen Volumen zu sparen.

## Beschreibung
Nestbare Behälter sind starre Behälter; der obere Rand ist umgestülpt und bildet eine umlaufende Griffleiste. Sie können nicht gefaltet oder zusammengeklappt werden. Sie sind jedoch ohne weiteres Zubehör nicht stapelbar. Um sie aufeinanderschichten zu können, benötigen sie einen Deckel oder spezielle Stapelbügel, die im inneren Rand der Behälter angebracht werden.
Wird der Deckel geöffnet bzw. werden die Stapelbügel umgelegt, können die Behälter wegen ihrer konischen Bauform ineinander gleiten. Der Rand des oberen Behälters kommt dabei auf dem Rand des unteren zu liegen. Durch diese Konstruktion wird die Volumenreduzierung erst ab dem zweiten Behälter wirksam, sie ist also geringer als bei vergleichbaren Falt- oder Klappbehältern.
Die Seitenwände der Nestbaren Behälter sind überwiegend geschlossen. So wird eine sehr starre Bauweise erzielt, durch die sie sowohl hohe Traglast als auch Belastbarkeit im Stapel erreichen. Außerdem sind sie kaum torsionsanfällig. Nachteil dieser Bauweise aus einem Stück ist jedoch, dass die Boxen nicht repariert werden können. Einzelteile sind nicht austauschbar, bei einem Bruch ist die komplette Box nicht mehr verwendbar. Wegen des konischen Verlaufs ihrer Seitenwände weisen Nestbare Behälter ein um ca. 20 % geringeres Innenvolumen als gleich große Behälter mit lotrechten Wänden auf.
Kleinere nestbare Behälter werden im Spritzgussverfahren hergestellt. Dazu wird Kunststoffgranulat zum Schmelzen gebracht und unter hohem Druck in Metallformen gepresst.
Nestbare Behälter werden in verschiedenen Grundmaßen bis 800 mm × 600 mm sowie Sondermaßen hergestellt.
Größere nestbare Behälter im Europaletten-Maß 1200 mm × 800 mm können auch im Pressverfahren hergestellt werden. Meist bestehen sie dann aus faserverstärkten Duroplasten wie zum Beispiel SMC. Kleinere Beschädigungen können an einem Duroplast repariert werden.

## Verwendung
Nestbare Behälter bilden die älteste Form volumenreduzierbarer Behälter. Sie sind von moderneren Systemen wie Falt- oder Klappbehältern teilweise abgelöst worden, sind in einigen Branchen aber wegen ihrer Robustheit immer noch beliebt. Nestbare Behälter können auf automatischen Förderanlagen wie Rollenbahnen oder Förderbändern eingesetzt werden. In einigen Branchen gelten sie als besonders geeignet für die individuelle Behälterkennzeichnung durch Barcodes oder RFID-Chips.